# Linophryne
Linophryne là một chi cá trong họ Linophrynidae.

## Các loài
Có 22 loài được ghi nhận:
- Linophryne algibarbata Waterman, 1939
- Linophryne andersoni Gon, 1992
- Linophryne arborifera Regan, 1925
- Linophryne arcturi (Beebe, 1926)
- Linophryne argyresca Regan & Trewavas, 1932
- Linophryne bicornis A. E. Parr, 1927
- Linophryne bipennata Bertelsen, 1982
- Linophryne brevibarbata Beebe, 1932
- Linophryne coronata A. E. Parr, 1927
- Linophryne densiramus S. Imai, 1941
- Linophryne escaramosa Bertelsen, 1982
- Linophryne indica (A. B. Brauer, 1902)
- Linophryne lucifer Collett, 1886
- Linophryne macrodon Regan, 1925
- Linophryne maderensis Maul, 1961
- Linophryne parini Bertelsen, 1980
- Linophryne pennibarbata Bertelsen, 1980
- Linophryne polypogon Regan, 1925
- Linophryne quinqueramosa Beebe & Crane, 1947
- Linophryne racemifera Regan & Trewavas, 1932
- Linophryne sexfilis Bertelsen, 1973
- Linophryne trewavasae Bertelsen, 1978